# Саудовский кубок чемпионов
Саудовский кубок чемпионов (араб. كأس ابطال السعودية‎), официально именуемый как Кубок чемпионов стража (служителя) двух священных мечетей (араб. كأس خادم الحرمين الشريفين للأبطال‎) — футбольный турнир в Саудовской Аравии, официально образованный 31 мая 2007 года. По замыслу организаторов, он должен стать главным футбольным турниром страны, что подтверждается и суммами призовых, значительно превышающими аналогичные суммы в Саудовской Про-лиге.

## Формат и участники
Саудовский кубок чемпионов организован как кубковый турнир с 8-ю участниками.
Состав участников формируется по итогам сезона из 6-и лучших команд Премьер-лиги, а также победителя Кубка наследного принца Саудовской Аравии и победителя Кубка Саудовской Федерации футбола. В случае, если победитель любого из кубков входит в число 6-и лучших команд Премьер-лиги, то право участвовать в Саудовском кубке чемпионов получает финалист Кубка наследного принца, если же и он входит в число 6-и лучших команд Премьер-лиги, тогда право на участие получает финалист Кубка Саудовской Федерации футбола. В случае, когда 3 из 4-х финалистов кубков уже входят в число 6-и лучших команд Премьер-лиги, право участвовать в Саудовском кубке чемпионов получает клуб, занявший 7-е место в Премьер-лиге, если же все 4 финалиста кубков входят в число 6-и лучших команд Премьер-лиги, то в этом случае право участвовать в Саудовском кубке чемпионов получают клубы, занявшие 7-е и 8-е места в Премьер-лиге по итогам сезона.

## Квалификация
Победитель Саудовского кубка чемпионов получает право участвовать в Лиге чемпионов АФК.

## Призовые
- 1-е место — 4.000.000 риалов
- 2-е место — 2.500.000 риалов
- 3-е место — 1.500.000 риалов

## Победители и финалисты
- 2008 : Аль-Шабаб 3-1 Аль-Иттихад
- 2009 : Аль-Шабаб 4-0 Аль-Иттихад
- 2024: Аль-Хиляль 1:1(5:4) Аль-Наср

## Титулы
| Поз | Клуб      | Титулы | Последний | Первый |
| --- | --------- | ------ | --------- | ------ |
| 1   | Аль-Шабаб | 2      | 2009      | 2008   |